# Saint-Bonnet-de-Salers
Saint-Bonnet-de-Salers település Franciaországban, Cantal megyében. Lakosainak száma 254 fő (2022. január 1.). Saint-Bonnet-de-Salers Anglards-de-Salers, Drugeac, Le Falgoux, Saint-Martin-Valmeroux, Saint-Paul-de-Salers, Salers, Salins és Le Vaulmier községekkel határos.

## Népesség
A település népessége az elmúlt években az alábbi módon változott:
| Lakosok száma | 549  | 438  | 402  | 331  | 300  | 289  | 273  | 271  | 270  | 254  |
|               | 1968 | 1982 | 1990 | 2006 | 2013 | 2015 | 2017 | 2019 | 2020 | 2022 |